# Pink Friday
Pink Friday es el álbum debut de la rapera, compositora, cantante y modelo trinitense Nicki Minaj, lanzado el 19 de noviembre de 2010 bajo los sellos Young Money Entertainment, Cash Money Records y Universal Motown Records. 
Después de firmar un contrato discográfico con Young Money en 2009, Minaj comenzó a planear el álbum el mismo año y continuar trabajando en su proyecto en el 2010. Minaj alistó una variedad de productores cuyos esfuerzos dieron lugar a un expediente sobre todo de género Hip hop, que contenía influencias adicionales de R&B contemporáneo y Pop. El álbum cuenta con voces invitadas de Eminem, Rihanna, Drake, Will.i.am, Kanye West y Natasha Bedingfield.
En Estados Unidos, Pink Friday tuvo una buena recepción comercial. Tras su lanzamiento, debutó en la segunda posición del Billboard 200, solo por detrás del debut de My Beautiful Dark Twisted Fantasy de Kanye West, con 375,000 copias vendidas en su primera semana, siendo el segundo álbum más vendido en su primera semana por una intérprete de Hip-Hop femenina. No obstante, semanas después alcanzó la primera posición del listado y fue certificado platino por la Recording Industry Association of America (RIAA), tras vender más de un millón de copias en el país. En 2016, recibió certificado 3× Platino, ya habiendo vendido 2,568,900 según Nielsen SoundScan y sumando el número de streams. Del álbum de desprendieron los sencillos «Your Love», «Check It Out», «Right Thru Me», «Moment 4 Life», «Super Bass» y «Fly». También un total de dos sencillos promocionales siendo «Roman's Revenger» y «Did It On'Em».
El álbum fue Top 20 en países como Irlanda, Nueva Zelanda, Colombia y Australia, mientras que llegó a la octava posición en Canadá y a la novena en Noruega. Hasta marzo de 2016, registró más de 4 millones de ventas mundialmente siendo el segundo álbum más vendido por una intérprete de Hip-Hop femenino. Pink Friday fue nominado a la 54.ª entrega de los Premios Grammy en el año 2012 en la categoría Mejor Álbum de Rap siendo la segunda mujer en la historia en ser nominada con su álbum debut en esa categoría después de Missy Elliott, en la misma edición recibió dos nominaciones más a Mejor Interpretación de Rap por «Moment 4 Life» (en colaboración de Drake) y Mejor Artista Nuevo. Recibió certificación platino en Australia y Reino Unido

## Antecedentes y desarrollo
Después de que un importante sello discográfico hizo una oferta en guerra, Young Money Entertainment anunció el 31 de agosto de 2009 que Minaj había firmado un contrato de 360 con su empresa discográfica en la que ella conserva y posee todos sus 360 derechos —incluyendo merchandising, patrocinios, endosos, touring y editorial—. Las sesiones de grabación del álbum comenzaron en 2009 con una expectativa de lanzamiento tentativo para el segundo trimestre de 2010. Minaj declaró en una entrevista para MTV que «Married in the Club» fue un material creado para ser lanzado como sencillo anticipado solista del álbum y fue programado su lanzamiento para noviembre de 2009. Poco después, los planes para el sencillo debut fueron cancelados y Minaj explicó en una entrevista con MTV en febrero de 2010 que había desechado el material previo y comenzó a grabar desde cero otra vez. Minaj explicaba, "tengo canciones que donde yo estoy ahora, no son una gran representación de mí a donde estoy musicalmente. Quiero empezar cero pero tengo mi solo y pronto saldrá".
Durante una entrevista en V103's Greg Street, Minaj habló sobre la gran importancia del álbum a ella y a todas las mujeres en el Hip-Hop, diciendo; "No miran en firmar otras raperas femeninas porque ellos dicen, –su zumbido era tan loco y si ella no podía hacerlo, entonces nadie puede hacerlo–. Y no quiero que eso suceda, por lo que estoy haciendo esto así para todas las chicas. Espero que con el éxito del álbum, porque sé que tendrá éxito, creo que será acertado, espero que esto le abra las puertas a todas las chicas en todas partes. Incluso lo que he venido haciendo hasta ahora, es un testimonio de mi mente". Agregó; "Así que espero que las raperas femeninas entiendan lo grande que es, para nuestra cultura, que el álbum va bien".

## Grabación y producción
Las sesiones de grabación para el álbum tuvieron lugar en varios estudios de grabación, incluyendo 25 Sound Studios en Detroit, Chalice Recording Studios en Los Ángeles y Glenwood Place Studios en Burbank, California. El productor de hip-hop Swizz Beatz confirmó su colaboración con Minaj para el álbum, discutiendo con ella la canción «Catch Me» la cual ella calificó como "caprichosa" y "mellow futurista" para más tarde convertirse en una pista del álbum. Minaj después confirmó para Entertainment Weekly que el miembro de The Black Eyed Peas y productor Will.i.am contribuiría en la producción del álbum. Ella declaró en la entrevista que: "el álbum es mucho más emocional de lo que prevé, lo cual es grandioso. Y sé que las mujeres se conectarán mucho con el disco. Me sentí durante muchos años que era la niña que hizo Rap poco pegadizo, es tiempo para mi ahora y para contar mi historia, estoy diciendo realmente cada historia. Todos pasamos por lo mismo. Así que el álbum se va a sentir muy personal para cada mujer". El rapero y productor, Kanye West también fue confirmado para el álbum. El productor Bandglesh también contribuyó al álbum.
En una entrevista con Minaj, ella declaró que sería atenuar su atractivo sexual para el álbum, declarando: "He hecho una decisión consciente para tratar de atenuar la sensualidad, quiero gente —especialmente jóvenes, saber que en la vida, nada va a ser basado en el atractivo sexual. Usted tiene que tener algo más para ir con eso". La canción «Right Thru Me», descrita por Minaj como una pista "destacada" del álbum, fue confirmada para Pink Friday declarando: "No vendrá ahora, vendrá después cuando el surgimiento del álbum esté más cercano, pero es una canción realmente linda. Todo el mundo la amará. Es muy profunda pero en una clase muy convencional". En una entrevista con 95.8 Capital FM la cantante barbadense de géneros Pop y R&B Rihanna declaró que después de que ambas colaboraron en «Raining Men» para el álbum Loud, ahora se unirían para una posible segunda colaboración pero esta pertenecería para el álbum Pink Friday de Nicki Minaj. En un inesperado Ustream el 25 de octubre de 2010, Minaj habló sobre una canción que había grabado recientemente con su compañero de Young Money Drake, que más tarde terminó en el álbum pero en versión solista. Minaj reveló exclusivamente a Rap-Up que colaboró con el rapero Eminem en una pista producida por Swizz Beatz titulado «Roman's Revenge» que hacía referencia al alter ego de Minaj, Roman Zolanski y en colaboración del alter ego de Eminem, Slim Shady.

## Música y líricas

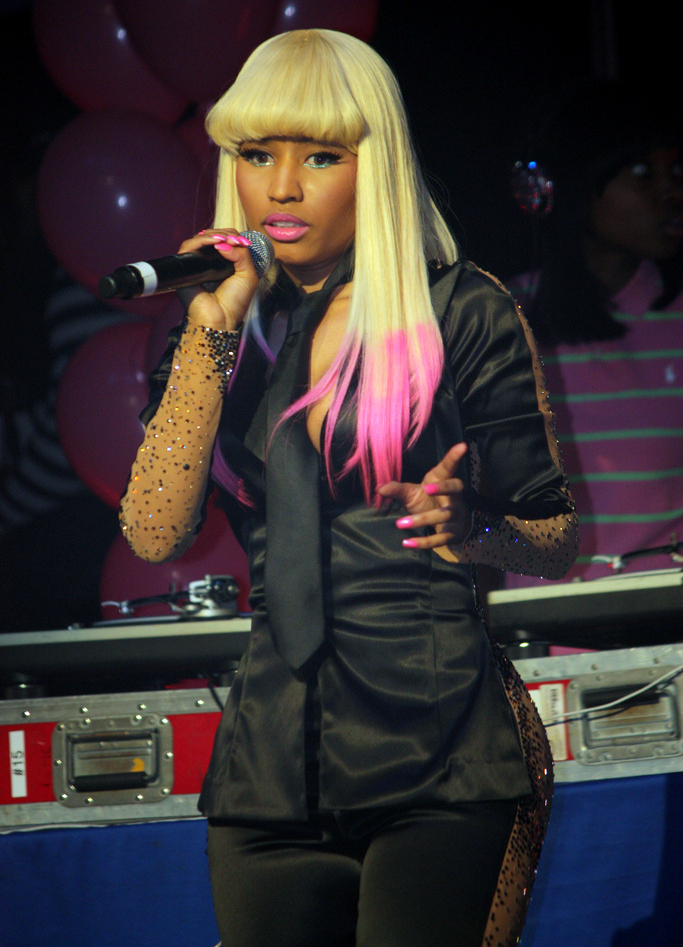
Nicki Minaj presentándose en el Hammerstein Ballroom de Nueva York en 2011.

El primer sencillo del álbum, «Your Love» es una canción de medio-tempo hip-hop, pop y R&B, con un coro sintonizado. La canción contrae fragmentos instrumentales y coros de la versión cover de Annie Lennox, «No More I Love You's» originalmente de The Lover Speaks, con la adición de un bajo, loops de batería y backbeats hip-hop. «Roman's Revenge» que cuenta con la colaboración del rapero estadounidense Eminem incluye a ambos raperos un intercambio de líricas por un spastic beat producido por Swizz Beatz. Líricamente ha sico descrita como "impacable", "loco", "enojado". «Did It On'Em» es una pista Hip hop hardcore y post-dustep que instrumentalmente ha sido descrica como de gran beat, desgarbado. La letra por su parte habla de como Minaj ha ganado respeto por su competencia, diciendo que ella "defeca en ello" o "se enoja con ellos".
«Right Thru Me» se encuentra decorado con tonos pop rap y un beat electrónico, mientras que es influenciado por tendencias R&B. Líricamente, la canción describe alguien que se pregunta en vos alta acerca de cómo un amante puede verla verdaderamente a ella. Líricamente, «Moment 4 Life» la cual es una colaboración con Drake, es un deseo de mantener la sensación por un logro, de como Drake se siente atraído por Minaj y rapea sobre el mismo tema el cual es disfrutar el momento. En cuando a la construcción de la canción, se maneja un Rap estándar de tres versos, al principio Nicki comienza su rap hablando como si ella estuviese haciendo un discurso a sus fanes y haters. «Super Bass» es una canción de género electro hop y pop rap, principalmente música electrónica, su composición se vio más Pop mientras que Minaj rapera sobre un beat de hip-hop.

## Sencillos y canciones
- «Your Love» fue lanzado como el primer sencillo del álbum en Estados Unidos el 1 de junio de 2010 y en el Reino Unido el 2 de julio de 2010. Inicialmente la canción nunca había estado planeada para su lanzamiento, pero al final se fue confirmando como la sucesora de "Massive Attack". La canción ha alcanzado por ahora el número 14 en Billboard Hot 100, el 5 en Hot R&B/Hip-Hop Songs y lideró la lista Rap Songs por ocho semanas consecutivas. Minaj se convirtió en la primera cantante que alcanza el número 1 de Rap Songs sin cantar a dúo desde 2002. También obtuvo clasificaciones en Canadá y el Reino Unido.

- «Check It Out», con Will.i.am, fue lanzada el 3 de septiembre de 2010 por descarga digital y se empezó a emitir en las radios americanas el 14 de septiembre.[24] La canción hace alusión a "Video Killed the Radio Star" de The Buggles. Fue interpretada en el pre-show de los 2010 MTV Video Music Awards junto a Will.i.am.[25] El video tiene una temática japonesa con frases coreanas, y fue subido el 1 de noviembre a la página oficial de Will.I.Am en DipDive.

- «Right Thru Me», el tercer sencillo del álbum, fue lanzado el 24 de septiembre de 2010[26] y oficialmente ha sido emitido en las radios urbanas el 5 de octubre de 2010.[27]

- «Moment 4 Life», el sencillo de la canta-autora Minaj junto con la participación del cantante canadiense Drake, lanzado el 7 de diciembre de 2010. Llegó al puesto número 13 en la lista de Billboard Hot 100 y el número 40 en las listas de Canadá y Reino Unido. En el video debuta uno de los alter ego de la cantante Martha Zolanski.
- «Super Bass», el quinto sencillo del álbum, recogido en la edición de lujo del Pink Friday que fue lanzada al mismo tiempo que éste, "Pink Friday: Deluxe Edition", fue lanzado el 13 de mayo de 2011. Es considerada como la mejor canción de Nicki Minaj, la mejor canción del disco y es su mayor gran éxito. El video ha recibido en YouTube más de 995 millones de visitas desde que se estrenase el 5 de mayo en el canal VEVO de la cantante. La canción mezcla el hip-hop y el rap con el pop. Es la primera canción de Minaj en alcanzar los 10 primeros puestos en el Billboard Hot 100, alcanzando su máxima posición en el puesto n.º 3. Nicki Minaj ha sido nominada a multitud de premios a lo largo de 2011, ganando entre otros el premio a mejor video hip-hop (Best Hip-Hop Video) en los MTV Video Music Awards 2011 con esta canción.

- «Fly», con Rihanna es el sexto sencillo del álbum y ha alcanzado distintos puestos en varios charts, como el de EE. UU. y fue filmado un video musical que fue presentado en el Pre-Show de los MTV Video Music Awards 2011.

### Otras canciones
- «Massive Attack», con Sean Garrett, canción que fue lanzada el 29 de marzo de 2010 como primer sencillo del disco en EE. UU.. La canción, que en un principio iba a pertenecer al Pink Friday, se sacó del disco por su baja calidad gráfica, aunque sirvió como primer sencillo en Estados Unidos, donde alcanzó diferentes posiciones en el Billboard Hot 100.
- "Roman's Revenge", con Eminem, fue lanzada el 30 de octubre de 2010 por Itunes y descarga digital, posicionándose en el número 56 en el Billboard Hot 100[28]
- "Girls Fall Like Dominoes" fue inicialmente una canción incluida como una pista adicional de iTunes Store, La canción fue lanzada como un sencillo el 11 de abril de 2011 en Austrualia y el 15 de abril en Reino Unido. Alcanzó su punto máximo en la posiciona número 24 del UK Singles.[29]
- "Save Me" debutó en el Rap Digital Songs en Billboard en el puesto 48 por una semana.
- "I´m The Best" debutó en el Rap Digital Songs en Billboard en el puesto 38

## Lanzamiento y promoción
El 8 de julio de 2010, Minaj anunció vía Twitter que el álbum sería lanzado el 23 de noviembre de 2010. Más tarde se anunció que el lanzamiento se haría un día antes, el 22 de noviembre de 2010. En el sitio web oficial de Minaj y sitios relacionados tomaron la red tras anunciar más tarde que la versión de descarga digital del álbum Pink Friday estaría disponible para pre-pedido a través de iTunes el 30 de octubre, alrededor de un mes anterior de la fecha del lanzamiento de la edición física.
En su Twitter Minaj indicó que si llegaba a tener un millón de seguidores dedicaría un Ustream a sus fanes. El 3 de agosto, Minaj llamó a los fanes que le mandaron por correo electrónico sus números de teléfono para revelar el nombre del álbum. Más tarde ese mismo día, Minaj reveló en el Ustream que el nombre del álbum sería Pink Friday, indicando "Para continuar una gran tradición del viernes negro, vamos a cambiar este año en honor al disco de Nicki Minaj y llamar ese día el viernes rosa [Pink Friday] y llamar mi álbum el Viernes Rosa [Pink Friday]!". La edición de lujo del álbum fue también confirmada. Rap-Up comentó la carátula del álbum, indicando que "las características de la cubierta Minaj luce como una muñeca alarmantemente mirando fijamente a la cámara, sentada de brazos en el suelo con las piernas alargadas en un corsé de plata que fluye, tacones de color rosa y una peluca de un coros rosa más fuerte".

### Gira promocional
Mediante sus redes sociales, Minaj anunció que ella iniciaría una pequeña gira promocional de cinco fechas un mes antes de que el álbum Pink Friday fuese lanzado. Publicó en su cuenta de Twitter: "Ok Barbz, aquí está las primeras 5 fechas de mi Pink Friday Tour", la gira comenzó en Filadelfia el 22 de octubre de 2010 y siguió hasta el 30 de octubre en Trinidad y Tobago.
| Fecha                 | Ciudad           | País              | Recinto                 |
| --------------------- | ---------------- | ----------------- | ----------------------- |
| Norte América         |                  |                   |                         |
| 22 de octubre de 2010 | Filadelfia       | Estados Unidos    | Wells Fargo Center      |
| 23 de octubre de 2010 | Washington D. C. | Estados Unidos    | Star Night Club         |
| 24 de octubre de 2010 | Waterbury        | Estados Unidos    | Sin City                |
| 25 de octubre de 2010 | Boston           | Estados Unidos    | TD Garden               |
| América Latina        |                  |                   |                         |
| 30 de octubre de 2010 | Puerto España    | Trinidad y Tobago | Hasely Crawford Stadium |

## Recepción comercial
Pink Friday debutó en el número dos del Billboard 200 vendiendo 375.000 copias en su primera semana. Esto marcó el álbum como el segundo álbum de Hip-hop femenino más vendido en su primera semana, detrás de The Miseducation de Lauryn Hill de Lauryn Hill en 1998. El 17 de diciembre de 2010, el álbum fue certificado platino por la Recording Industry Association of America (RIAA). En su undécima semana en el chart, el álbum vendió 45.000 copias y logró llegar a la primera posición del listado siendo el primer álbum número 1 de Nicki Minaj en Estados Unidos. Para julio de 2015, el álbum había vendido 2,553,000 copias en Estados Unidos y el 22 de marzo de 2016 el álbum fue certificado disco de triple platino por la RIAA tras combinar las ventas del álbum con ventas de pistas y streaming en demanda de audio y secuencia en vídeo los cuales equivalían a 3 millones de unidades. Llegó a la novena posición en Noruega y la octava en Canadá, mientras que fue Top 20 en Australia, Colombia, Irlanda, Nueva Zelanda y Reino Unido. En el Reino Unido alcanzó a vender 300.000 copias certificandose disco de platino. En 2016, la IFPI EC compartió que el álbum vendió 3.000 copias en Ecuador certificandose disco de oro.
Para 2016, el álbum ya había vendido 5.170.000 copias en todo el mundo convirtiéndose en el segundo álbum de rap femenino más vendido en todo el mundo, solo por detrás de The Miseducation de Lauryn Hill de Lauryn Hill el cual ya había vendido 12.600.000 en todo el mundo.

## Recepción crítica
Pink Friday recibió comentarios generalmente positivos por los críticos de la música. En Metacritic, donde se asigna una calificación normalidaza de 100 puntos de acuerdo a comentarios de los críticos, el álbum recibió una puntuación media de 68, basado en 26 comentarios. James Reed de The Boston Globe lo llamó "un álbum Pop descarado con varias rimas de Technicolor y personajes de Minaj". Brad Wete de Entertainment Weekly elogió el "don para la melodía" de Minaj y sus "letras". Sam Wolfson de NME felicitó la "sensibilidad pop" de Minaj y la encontró como "volatilidad y rarezas... de apogeo Lil Wayne. Margaret Wappler de Los Angeles Times comentó que el álbum "muestra Minaj estando en la cúspide", mientras que Ann Powers señaló el intento de Minaj para mostrar su gama multifacética y elogió su perspectiva femenina. Marc Hogan de Spin dijo sentir que "como un escaparate de MC... el disco se queda corto", pero en su último comentario, lo veía como "carta de amor de una incipiente artista pop — Bien labrado y exuberantemente criaderos". David Jeffries de AllMusic escribió que el álbum escribió que el álbum "encandila y decepciona", declarando; "Alimentan la producción, las ideas musicales y el sentido agudo de Minaj de su retorno, y Pink Friday es un éxito excepcional". Allison Stewart de The Washington Post escribió que el álbum da "mordiscos en los bordes que las raperas femeninas son permitidas hacer, incluso ya que proporciona una ración constante de hits pop. Rober Christgau de MSN Music llamó a Minaj "la labios rápidos hoyden del año" y que "está orgullosa de ser descarada, con los ganchos que la respalde", para más tarde nombrar Pink Friday como el 12° mejor disco del 2010.
En una crítica mixta, Andy Gill de The Independent sentía que «Right Thru Me» es la única pista que exhibe "uso adecuado de las habilidades vocales R&B de Minaj" entre un álbum de la original "pospuso el rap". Jesse Cataldo de Slant Magazine elogió la versatilidad de Minaj en pistas como «Roman' Revenge», pero sentía decepción con la colaboración «Moment 4 Life», observando que podría haber mostrado más confianza al actuar con Drake, pero no". Kitty Empire de The Observer calificó el álbum como un "triunfo de la prevaricacición", pero declaró "Pink Friday no puede decir si Miinaj es una rapera u otra artista pop [...]] Cociente de pop este álbum... es adecuado, pero anónimo". Rich Juzwiak de The Village Voice dio una crítica negativa, llamó el material como "Cruce de R&B" del álbum y líricamente "decepcionante". Alexis Petridis de The Guardian comentó que "por cada explosión de originalidad, hay un estallido de synth escarchado genérico y Auto-Tune", señalando que "las vías de influencia pop y R&B simplemente no son emocionantes, líricamente o musicalmente, es como tener la boca con espuma hardcore". Scott Plagenhoef de Pitchfork Media dijo que era ambivalente hacia sus concesiones pop, aunque él se sentía que "aun cuando ella es el objetivo por el medio del camino, ella es al menos mejor que casi nadie".

## Premios y nominaciones
| Año  | Premiación             | Categoría                    | Resultado |
| ---- | ---------------------- | ---------------------------- | --------- |
| 2011 | American Music Awards  | Álbum Favorito — Rap/Hip-Hop | Ganador   |
| 2011 | BET Hip-Hop Awards     | CD del Año                   | Nominado  |
| 2011 | Billboard Music Awards | Top álbum Rap                | Nominado  |
| 2011 | Z Awards               | Álbum del Año                | Nominado  |
| 2012 | Premios Grammy         | Mejor Álbum de Rap           | Nominado  |

## Lista de canciones
- Pink Friday – Edición estándar

| N.º | Título                         | Escritor(es)                                                        | Productor(es)            | Duración |  |
| 1.  | «I'm The Best»                 | Onika Maraj Daniel Johnson                                          | Kane Beatz               | 3:37     |  |
| 2.  | «Roman's Revenge» (con Eminem) | Onika Maraj Kaseem Dean Marshall Mathers Trevor Smith               | Swizz Beatz              | 4:38     |  |
| 3.  | «Did It On'Em»                 | Onika Maraj Seandrae Crawford Ellington Safaree Samuels             | Bangladés                | 3:32     |  |
| 4.  | «Right Thru Me»                | Onika Maraj Stephen Hacker Andrew Theilk                            | Drew Money               | 3:56     |  |
| 5.  | «Fly» (con Rihanna)            | Onika Maraj Kevin Hissink William Jordan Jonathan Rotem Rishad      | J.R. Rotem Kevin Hissink | 3:32     |  |
| 6.  | «Save Me»                      | Onika Maraj Warren Felder Andrew Wansel                             | Oak Pop Wansel           | 3:05     |  |
| 7.  | «Moment 4 Life» (con Drake)    | Onika Maraj Aubrey Graham Nikhil Seetharam Tyler Williams           | T-Minus                  | 4:39     |  |
| 8.  | «Check It Out» (con Will.i.am) | Onika Maraj William Adams Geoffrey Downes Trevor Horn Bruce Woolley | Will.i.am                | 4:11     |  |
| 9.  | «Blazin'» (con Kanye West)     | Onika Maraj Kanye West Theilk Keith Forsey Schiff                   | Drew Money               | 5:02     |  |
| 10. | «Here I Am»                    | Onika Maraj Ester Dean Williams Robbie Bronnimann                   | Swizz Beatz John B       | 2:55     |  |
| 11. | «Dear Old Nicki»               | Onika Maraj Johnson                                                 | Kane Beatz               | 3:53     |  |
| 12. | «Your Love»                    | Onika Maraj David Freeman Joseph Hughes Wansel Felder               | Oak Pop Wansel           | 4:05     |  |
| 13. | «Last Chance»                  | Onika Maraj Natasha Bedingfield Theilk                              | Drew Money               | 3:51     |  |

- Pink Friday – Edición de lujo (bonus track)

|     |                |                                                                      |                   |          |  |  |  |  |  |  |
| N.º | Título         | Escritor(es)                                                         | Productor(es)     | Duración |  |  |  |  |  |  |
| 14. | «Super Bass»   | Onika Maraj Daniel Johnson Ester Dean Roahn Hylton                   | Kane Beatz        | 3:19     |  |  |  |  |  |  |
| 15. | «Blow Ya Mind» | Onika Maraj Hollemon Mitchell Safaree Samuels Thomas Schofield Nacht | BlackOut Movement | 3:41     |  |  |  |  |  |  |
| 16. | «Muny»         | Onika Maraj Wansel Felder Reddick Geddis                             | Oak Pop Wansel    | 3:47     |  |  |  |  |  |  |

- Pink Friday – Best Buy bonus track

|     |                |                        |               |          |  |  |  |  |  |  |
| N.º | Título         | Escritor(es)           | Productor(es) | Duración |  |  |  |  |  |  |
| 17. | «Wave Ya Hand» | Onika Maraj Ester Dean | Swizz Beatz   | 3:00     |  |  |  |  |  |  |
| 18. | «Catch Me»     | Onika Maraj Ester Dean | Swizz Beatz   | 3:56     |  |  |  |  |  |  |

- Pink Friday – versión japonesa y neozelandés

|     |                            | |               |          |  |  |  |  |  |  |
| N.º | Título                     | Escritor(es)                                                                                                   | Productor(es) | Duración |  |  |  |  |  |  |
| 17. | «Wave Ya Hand»             | Onika Maraj Ester Dean                                                                                         | Swizz Beatz   | 3:00     |  |  |  |  |  |  |
| 18. | «Catch Me»                 | Onika Maraj Ester Dean                                                                                         | Swizz Beatz   | 3:56     |  |  |  |  |  |  |
| 19. | «Girls Fall Like Dominoes» | Onika Maraj J.R. Rotem Cordell Furze                                                                           | J.R. Rotem    |          |  |  |  |  |  |  |
| 20. | «BedRock»                  | Onika Maraj Dwayne Carter, Jr. Carl Lilly Aubrey Graham Michael Stevenson Jarvis Mills Lucas Bogg Sean Garrett | Kane Beatz    | 3:56     |  |  |  |  |  |  |

- Pink Friday – versión estadounidense de iTunes Store

|     |                            |                                      |               |          |  |  |  |  |  |  |
| N.º | Título                     | Escritor(es)                         | Productor(es) | Duración |  |  |  |  |  |  |
| 17. | «Girls Fall Like Dominoes» | Onika Maraj J.R. Rotem Cordell Furze | J.R. Rotem    |          |  |  |  |  |  |  |

- Pink Friday – versión británica de iTunes Store

|     |                            |                                                    |               |          |  |  |  |  |  |  |
| N.º | Título                     | Escritor(es)                                       | Productor(es) | Duración |  |  |  |  |  |  |
| 14. | «Girls Fall Like Dominoes» | Onika Maraj J.R. Rotem Cordell Furze               | J.R. Rotem    |          |  |  |  |  |  |  |
| 15. | «Super Bass»               | Onika Maraj Daniel Johnson Ester Dean Roahn Hylton | Kane Beatz    | 3:19     |  |  |  |  |  |  |

## Posicionamiento en listas

### Listas semanales
| País               | Lista                     | Mejor posición |         |
| 2010-12            | 2010-12                   | 2010-12        | 2010-12 |
| ------------------ | ------------------------- | -------------- | ------- |
| Australia          | ARIA Albums Charts        | 19             |         |
| Australia          | ARIA Urban Albums Charts  | 1              |         |
| Bélgica (Flanders) | Ultratop Albums Flanders  | 81             |         |
| Bélgica (Flanders) | Ultratop Urban Albums     | 1              |         |
| Bélgica (Wallonia) | Ultratop Albums Wallonia  | 23             |         |
| Canadá             | Canadian Albums           | 1              |         |
| Colombia           | Colombian Albums          | 19             |         |
| Corea del Sur      | Gaon Albums Chart         | 110            |         |
| Escocia            | Scottish Albums Chart     | 22             |         |
| España             | Top de Álbumes            | 94             |         |
| Estados Unidos     | Billboard 200             | 1              |         |
| Estados Unidos     | Digital Albums            | 1              |         |
| Estados Unidos     | Rap Albums                | 1              |         |
| Estados Unidos     | Top R&B/Hip-Hop Albums    | 1              |         |
| Francia            | SNEP Albums Chart         | 119            |         |
| Grecia             | IFPI Greece Albums Charts | 5              |         |
| Irlanda            | IRMA Albums Chart         | 17             |         |
| México             | Mexican Albums Airplay    | 8              |         |
| Noruega            | VG-lista                  | 9              |         |
| Nueva Zelanda      | Recorded Music NZ         | 15             |         |
| Reino Unido        | UK Albums Chart           | 16             |         |
| Reino Unido        | UK R&B Albums Chart       | 1              |         |

## Ventas y certificaciones
| País           | Organismo certificador | Certificación | Ventas    | Ref.    |
| América        | América                | América       | América   | América |
| -------------- | ---------------------- | ------------- | --------- | ------- |
| Estados Unidos | RIAA                   | 3× Platino    | 2 553 000 | [ 73 ]  |
| Ecuador        | IFPI EC                | Oro           | 3 000     | [ 74 ]  |
| Europa         |                        |               |           |         |
| Reino Unido    | BPI                    | Platino       | 300 000   | [ 75 ]  |
| Oceanía        |                        |               |           |         |
| Australia      | ARIA                   | Platino       | 70 000    | [ 76 ]  |
| Mundialmente   |                        |               |           |         |
|                | IFPI                   | 5× Platino    | 5 170 000 | [ 77 ]  |

## Historial de lanzamiento
| Regiones       | Fecha                   | Formato(s)          | Etiqueta(s)                             | Ref    |
| -------------- | ----------------------- | ------------------- | --------------------------------------- | ------ |
| Alemania       | 19 de noviembre de 2010 | CD descarga digital | Universal Music Cash Money              | [ 78 ] |
| Irlanda        | 19 de noviembre de 2010 | CD descarga digital | Universal Music Cash Money              | [ 79 ] |
| Brasil         | 19 de noviembre de 2010 | descarga digital    | Universal Music Cash Money              | [ 80 ] |
| Canadá         | 22 de noviembre de 2010 | CD descarga digital | Universal Music Cash Money              | [ 81 ] |
| Francia        | 22 de noviembre de 2010 | CD descarga digital | Universal Music Cash Money              | [ 82 ] |
| Reino Unido    | 22 de noviembre de 2010 | CD descarga digital | Island Cash Money                       | [ 83 ] |
| Estados Unidos | 22 de noviembre de 2010 | CD descarga digital | Universal Motown Young Money Cash Money | [ 84 ] |
| Nueva Zelanda  | 12 de diciembre de 2010 | CD descarga digital | Universal Music Cash Money              | [ 85 ] |
| Japón          | 11 de febrero de 2011   | CD descarga digital | Universal Music Japan Cash Money        | [ 86 ] |